# Esat Teliti
Esat Teliti (ur. 27 grudnia 1950 w Kavajë) – albański aktor i reżyser. Jedną z jego produkcji jest film Me hapin e shokëve z 1979 roku. Wraz z Artą Dade w roku 1974 byli prezenterami 13. Festiwalu Piosenki Radiowej i Telewizyjnej.

## Życiorys
W roku 1972 ukończył wyższe studia aktorskie na Uniwersytecie Sztuk w Tiranie i w tym roku zaczął pracę w Radio Televizioni Shqiptar. W latach 1974–1975 uczęszczał na studia podyplomowe z reżyserii filmowej na Uniwersytecie Sztuk w Tiranie.
Za zasługi aktorskie otrzymał w 1986 roku nagrodę im. Aleksandra Moisiu.

## Filmografia

### Filmy
| Rok       | Tytuł                                               | Rola |
| --------- | --------------------------------------------------- | ---- |
| 1972      | Yjet e netëve të gjata                              | Meto |
| 1976      | Korrierët                                           | Kio  |
| 1979      | Me hapin e shokëve                                  |      |
| 1980-1981 | Historiku i Arsimit dhe i Mendimit Pedagog Shqiptar |      |
| 1982      | Drejt Pavaresise                                    |      |
| 1987      | Nje jete ne fokus                                   |      |
| 1990-1991 | Ti Shqiperi me jep nder                             |      |
| 1993-1994 | 7 milion ne 5 shtete                                |      |
| 2002      | Vite pa fund                                        |      |